# Västerudden, Kimitoön
Västerudden är öar i Finland.   De ligger i kommunen Kimitoön i den ekonomiska regionen  Åboland  och landskapet Egentliga Finland, i den södra delen av landet, 160 km väster om huvudstaden Helsingfors.
Västerudden har Klovaskärs råsen i söder, Myggskärs fjärden i väster, Sundsråsen i norr samt Stora Buskär och Stormåsråsen i öster. De största skären i Västerudden är Gåsharu, Rönnskär, Rödharu, Bredskären och Enskär.